# Künstler-Quadrille op. 71
Künstler-Quadrille, op. 71, är en kadrilj av Johann Strauss den yngre. Den spelades första gången den 25 november 1849 i Wien. Kadriljen ska inte förväxlas med Strauss senare verk med samma namn (op. 201) från 1858.

## Historia
Den 7 november stod det att läsa i Wiener Zeitung: "25.11.1849: Dansunderhållning i Kejserliga-Kungliga Redoutensaal till förmån för Artisternas Pensionsorganisation. Katharinadansunderhållning: Herr Kapellmästare Johann Strauss den yngre kommer personligen dirigera orkestern i stora salen och för första gången framföra en kadrilj speciellt komponerad för tillfället".
På Katarinadagen hölls varje år en maskeradbal i den magnifika Redoutensaal i Hofburg. Till och med Joseph Haydn hade skrivit musik till maskeraden. Johann Strauss den yngres bidrag 1849 var kadriljen Künstler-Quadrille. Det var hans första spelning inför hovet och en stor ära att få uppträda där. 

## Om kadriljen
Speltiden är ca 5 minuter plus minus några sekunder beroende på dirigentens musikaliska tolkning.

## Weblänkar
- Dynastin Strauss 1849 med kommentarer om Künstler-Quadrille.
- Künstler-Quadrille i Naxos-utgåvan.